# Rhopaltriplasia trimelaena
Rhopaltriplasia trimelaena är en fjärilsart som beskrevs av Edward Meyrick 1922. Rhopaltriplasia trimelaena ingår i släktet Rhopaltriplasia och familjen vecklare. Inga underarter finns listade i Catalogue of Life.